# Малий часослов герцога Беррійського
«Малий часослов герцога Беррійського» — часослов, замовлений герцогом Жаном Беррійським, містить 182 мініатюри. Був створений п'ятьма митцями, пізніше герцог додав до часослову мініатюру одного з братів Лімбургів. Зберігається в Національній бібліотеці Франції (інв. № Ms. lat. 18014).

## Історія
У створенні часослова брали участь багато художників. Жан Ленуар, що заступив на службу до герцога на початку 1372 року, почав оформлення рукопису, ймовірно, в 1375 році. Він виконав для часослова Страсний цикл і у своєму мистецтві він наслідував манеру Жана Пюселя. Робота Жана Ленуара раптово перервалася в 1380 році, ймовірно, через смерть художника. Він залишив велику кількість підготовчих малюнків. Друга група з чотирьох мініатюристів відновила ілюстрування манускрипту в 1385 році. Відомий один з цих художників — Жакмар де Есден, що виконував замовлення герцога з 1384 року. Його пензлю належить «Різдво» (fol. 38). Серед інших — анонімний художник, якого Міллард Місс назвав за мініатюрою на аркуші часослова 183 Майстром Трійці. Частину ілюстрацій, в тому числі календарного циклу, створив так званий Псевдо-Жакмар де Есден і ще один невідомий художник. Близько 1412 року один з братів Лімбургів (ймовірно, Жан) намалював для часослова мініатюру, на якій зображений герцог Беррійський, що збирається у подорож.

## Власники
Герцог, ймовірно, близько 1416 року подарував рукопис Жакетті, дружині свого бібліотекаря і скарбника Робіне д'Етампа. У 1606 році часослов належав Карлу III Лотаринзькому, потім ним володіли мадам де Шане, Франсуа Роже де Геньєр, Луї-Жан Геньа і Луї-Сезар, герцог де Лавальєр. У 1784 році на розпродажі колекції останнього часослов придбала Королівська бібліотека.